# Врбовац (Бољевац)
Врбовац је насеље у Србији у општини Бољевац у Зајечарском округу. Према попису из 2022. у насељу је било 70 становника (према попису из 2002. било је 190 становника а према попису из 1991. било је 238 становника).

## Демографија
Према последњем попису из 2022. године у Врбовцу је живело 70 становника што је за 51 мање у односу на 2011. када је на попису било 121 становника. У насељу живи 67 пунолетних становника, а просечна старост становништва износи 63,60 година (57,55 код мушкараца и 70,78 код жена).
Према подацима пописа из 2022. у насељу има 39 домаћинства, а просечан број чланова по домаћинству је 1,79 а према истом попису у насељу има 182 стамбених јединица од којих је 43 насељених.
Ово насеље је у потпуности насељено Србима (према попису из 2002. године), а у последња три пописа, примећен је пад у броју становника.
|  |

| Демографија | Демографија | Демографија |
| Година      | Становника  | Становника  |
| ----------- | ----------- | ----------- |
| 1948.       | 892         |             |
| 1953.       | 878         |             |
| 1961.       | 795         |             |
| 1971.       | 598         |             |
| 1981.       | 437         |             |
| 1991.       | 238         | 236         |
| 2002.       | 190         | 195         |
| 2011.       | 121         |             |
| 2022.       | 70          |             |

| Етнички састав према попису из 2002.‍ | Етнички састав према попису из 2002.‍ | Етнички састав према попису из 2002.‍ | Етнички састав према попису из 2002.‍ | Етнички састав према попису из 2002.‍ |
| ------------------------------------ | ------------------------------------ | ------------------------------------ | ------------------------------------ | ------------------------------------ |
|                                      |                                      |                                      |                                      |                                      |
| Срби                                 | Срби                                 |                                      | 190                                  | 100,0%                               |
| непознато                            | непознато                            |                                      | 0                                    | 0,0%                                 |

| Година пописа     | 1948. | 1953. | 1961. | 1971. | 1981. | 1991. | 2002. |
| ----------------- | ----- | ----- | ----- | ----- | ----- | ----- | ----- |
| Број домаћинстава | 214   | 206   | 202   | 172   | 159   | 120   | 88    |

| Број чланова      | 1  | 2  | 3  | 4 | 5 | 6 | 7 | 8 | 9 | 10 и више | Просек |
| ----------------- | -- | -- | -- | - | - | - | - | - | - | --------- | ------ |
| Број домаћинстава | 26 | 41 | 13 | 3 | 2 | 1 | 1 | 1 | 0 | 0         | 2,16   |

| Пол    | Укупно | Неожењен/Неудата | Ожењен/Удата | Удовац/Удовица | Разведен/Разведена | Непознато |
| ------ | ------ | ---------------- | ------------ | -------------- | ------------------ | --------- |
| Мушки  | 94     | 12               | 60           | 19             | 3                  | 0         |
| Женски | 89     | 1                | 58           | 25             | 5                  | 0         |
| УКУПНО | 183    | 13               | 118          | 44             | 8                  | 0         |

| Пол    | Укупно                    | Пољопривреда, лов и шумарство | Рибарство                            | Вађење руде и камена | Прерађивачка индустрија       |
| ------ | ------------------------- | ----------------------------- | ------------------------------------ | -------------------- | ----------------------------- |
| Мушки  | 52                        | 47                            | 0                                    | 1                    | 1                             |
| Женски | 52                        | 52                            | 0                                    | 0                    | 0                             |
| УКУПНО | 104                       | 99                            | 0                                    | 1                    | 1                             |
| Пол    | Производња и снабдевање   | Грађевинарство                | Трговина                             | Хотели и ресторани   | Саобраћај, складиштење и везе |
| Мушки  | 0                         | 1                             | 0                                    | 0                    | 0                             |
| Женски | 0                         | 0                             | 0                                    | 0                    | 0                             |
| УКУПНО | 0                         | 1                             | 0                                    | 0                    | 0                             |
| Пол    | Финансијско посредовање   | Некретнине                    | Државна управа и одбрана             | Образовање           | Здравствени и социјални рад   |
| Мушки  | 0                         | 1                             | 1                                    | 0                    | 0                             |
| Женски | 0                         | 0                             | 0                                    | 0                    | 0                             |
| УКУПНО | 0                         | 1                             | 1                                    | 0                    | 0                             |
| Пол    | Остале услужне активности | Приватна домаћинства          | Екстериторијалне организације и тела | Непознато            | Непознато                     |
| Мушки  | 0                         | 0                             | 0                                    | 0                    | 0                             |
| Женски | 0                         | 0                             | 0                                    | 0                    | 0                             |
| УКУПНО | 0                         | 0                             | 0                                    | 0                    | 0                             |